# Katovice (Strakonicei járás)
Katovice mezőváros (městys) Csehország Dél-csehországi kerületének Strakonicei járásában. Területe 9,58 km², lakosainak száma 1327 (2008. 12. 31). A falu Strakonicétől mintegy 5 km-re nyugatra, České Budějovicétől 58 km-re északnyugatra, és Prágától 100 km-re délnyugatra fekszik.
A település első írásos említése 1045-ből származik, amikor a települést I. Břetislav herceg a břevnovi apátságnak ajándékozta.

## Nevezetességek
- Nepomuki Szent János kápolna
- Szent Fülöp és Jakab temploma
- Husz János szobra a főtéren

## Népesség
A település népessége az elmúlt években az alábbi módon változott:
| Lakosok száma | 816  | 967  | 1099 | 1214 | 1214 | 1331 | 1355 | 1358 | 1303 | 1344 |
|               | 1869 | 1900 | 1921 | 1961 | 1980 | 2011 | 2016 | 2019 | 2021 | 2024 |